# Helmut Schweger
Helmut Schweger (* 6. Juni 1959) ist ein ehemaliger deutscher Fußballspieler.

## Karriere
Helmut Schweger kam 1984 zu Blau-Weiß 90 Berlin und absolvierte für den Verein sieben Spiele in der Bundesliga sowie 44 Spiele in der 2. Liga. Für Holstein Kiel spielte er zudem von 1982 bis 1984 sowie noch einmal ab 1988 in der Oberliga Nord.